# 纵纹绿鹎
纵纹绿鹎（学名：Pycnonotus striatus）为鹎科鹎属的鸟类。其种加词“striatus”意为“有条纹的”。分布于印度、尼泊尔、锡金、不丹、缅甸、老挝、泰国、越南以及中国大陆的云南、广西等地，主要栖息于海拔约1200-2700米、一般活动于沟谷阔叶林以及喜在乔木冠部活动。该物种的模式产地在尼泊尔。

## 亚种
- 纵纹绿鹎指名亚种（学名：Pycnonotus striatus striatus）。分布于尼泊尔、锡金、不丹、印度、缅甸以及中国大陆的云南等地。该物种的模式产地在尼泊尔。[2]